# أرغوليذا
أرغوليذا إحدى مقاطعات اليونان وتضم مدينتي:
- نافبليو
- آرغوس